# Aleación de aluminio-litio
Las aleaciones de aluminio-litio (Al-Li) son una serie de aleaciones de aluminio y litio, que a menudo también incluyen cobre y circonio. Dado que el litio es el metal elemental menos denso, estas aleaciones son significativamente menos densas que el aluminio. Las aleaciones comerciales de Al-Li contienen hasta 2,45% en masa de litio.

## Estructura cristalina
La aleación con litio reduce la masa estructural por tres efectos:
Desplazamiento
Un átomo de litio es más ligero que un átomo de aluminio; cada átomo de litio desplaza un átomo de aluminio de la red cristalina mientras mantiene la estructura de la red. Cada 1% en masa de litio agregado al aluminio reduce la densidad de la aleación resultante en un 3% y aumenta la rigidez en un 5%. Este efecto funciona hasta el límite de solubilidad del litio en aluminio, que es de 4.2%.
Endurecimiento por deformación
La introducción de otro tipo de átomo en las tensiones de cristal de la red, lo que ayuda a bloquear las dislocaciones. El material resultante es, por lo tanto, más fuerte, lo que permite que se desgaste menos.[cita requerida]
Endurecimiento por precipitación
Cuando se envejece adecuadamente, el litio forma una fase de metaestabilidad Al3Li  (δ') con una estructura cristalina coherente. Estos precipitados refuerzan el metal impidiendo el movimiento de dislocación durante la deformación. Sin embargo, los precipitados no son estables, y se debe tener cuidado para evitar la sobrealimentación con la formación de la fase estable de AlLi (β). Esto también produce zonas libres de precipitados (PFZs) típicamente en los límites de grano y puede reducir la resistencia a la corrosión de la aleación.
La estructura cristalina de Al3Li y Al–Li, aunque se basa en el sistema de cristal FCC, es muy diferente. Al3Li muestra una estructura de celosía del mismo tamaño que el aluminio puro, excepto que los átomos de litio están presentes en las esquinas de la celda unitaria. La estructura Al3Li se conoce como AuCu3, L12, o {\displaystyle Pm{\bar {3}}m} y tiene un parámetro de celosía de 4.01 Å. La estructura de Al–Li se conoce como NaTl, B32, o {\displaystyle Fd{\bar {3}}m} La estructura, que está hecha de litio y aluminio, asumiendo estructuras de diamante y tiene un parámetro de celosía de 6.37 Å. El espacio interatómico para Al–Li (3.19 Å) es más pequeño que el litio puro o el aluminio.

## Uso
Las aleaciones aluminio-litio son principalmente de interés para la industria aeroespacial debido a la ventaja de peso que proporcionan. Actualmente, se utilizan en algunas estructuras de aviones comerciales, los tanques de combustible y de oxidación en el vehículo de lanzamiento SpaceX Falcon 9, las pinzas de freno de Fórmula 1 y el helicóptero AgustaWestland EH101.
La tercera y última versión del tanque externo del transbordador espacial de Estados Unidos Fue principalmente de aleación Al–Li 2195. Además, las aleaciones de Al–Li también se utilizaron en el Adaptador delantero Centaur en el cohete Atlas V, en la nave espacial Orion, y se utilizaron en los cohetes Ares I y Ares V planificados (parte del programa Constellation posteriormente cancelado).
Las aleaciones de Al–Li generalmente se unen mediante soldadura por fricción y agitación. Algunas aleaciones de Al-Li, como Weldalite 049, pueden soldarse convencionalmente; Sin embargo, esta propiedad tiene un precio de densidad; Weldalite 049 tiene aproximadamente la misma densidad que el aluminio 2024 y un módulo elástico superior en un 5%.[cita requerida]
Si bien las aleaciones de aluminio-litio son generalmente superiores a las aleaciones de aluminio-cobre o aluminio-zinc en la mejor relación resistencia / peso, su poca resistencia a la fatiga bajo compresión sigue siendo un problema, que solo se resuelve parcialmente a partir de 2016. Además, los altos costos (alrededor de 3 veces o más aleaciones de aluminio convencionales), la pobre resistencia a la corrosión y la fuerte anisotropía de las propiedades mecánicas de los productos laminados de aluminio-litio han dado como resultado la escasez de aplicaciones.
En aviones de fuselaje estrecho, Arconic garantiza hasta un 10% de reducción de peso en comparación con los compuestos, lo que lleva a un 20% más de eficiencia de combustible, a un costo menor que el titanio o los compuestos.
Al–Li se utiliza en los aviones Airbus A380 y A350, Boeing 787 y Airbus A220, y en los jets ejecutivos Gulfstream G650 y Bombardier Global 7500/8000.

## Lista de aleaciones de aluminio-litio
- Aleación de aluminio 1441[15]
- Aleación de aluminio 1429[16]
- Aleación de aluminio 2055[17]
- Aleación de aluminio 2090
- Aleación de aluminio 2091
- Aleación de aluminio 2099(Aleación de Al-Li de 2.ª generación)[18]
- Aleación de aluminio 2195, utilizado en el último tanque externo del transbordador espacial
- Aleación de aluminio 2196[19]
- Aleación de aluminio 2198[19]
- Aleación de aluminio 2199[19]
- Aleación de aluminio 8090
- Weldalite 049

## Sitios de producción
Los principales productores mundiales de productos de aleación de aluminio-litio son Alcoa, Constellium y Kamensk-Uralsky Metallurgical Works.